# Milán-Turín 2016
La 97.ª edición de la clásica ciclista Milán-Turín fue una carrera ciclista que se disputó el 28 de septiembre de 2016 entre la ciudad de Milán y Turín, (Italia) sobre un recorrido de 186 km.
Hizo parte del UCI Europe Tour en su máxima categoría 1.HC.
La carrera fue ganada por el corredor colombiano Miguel Ángel López del equipo Astana, en segundo lugar Michael Woods (Cannondale-Drapac) y en tercer lugar Rigoberto Urán (Cannondale-Drapac).

## Recorrido
La Milán-Turín dispuso de un recorrido total de 186 kilómetros con un circuito iniciando desde San Giuliano Milanese en la provincia de Milán hasta finalizar en el centro de Turín.

## Equipos participantes
Tomaron parte en la carrera 18 equipos: 11 de categoría UCI ProTeam invitados por la organización; y 7 de categoría Profesional Continental. Formando así un pelotón de 142 ciclistas de los que acabaron 97. Los equipos participantes fueron:
| WorldTeams (11)- AG2R La Mondiale - Astana - BMC Racing Team - Cannondale-Drapac - Lampre-Merida - Movistar Team - Giant-Alpecin - Katusha - Sky - Tinkoff - Trek-Segafredo Equipos continentales profesionales (7)- Androni Giocattoli-Sidermec - Bardiani CSF - Caja Rural-Seguros RGA - CCC Sprandi Polkowice - Gazprom-RusVelo - Nippo-Vini Fantini - Wilier Triestina-Southeast |
| |

## Clasificación final
- Las clasificaciones finalizaron de la siguiente forma:[6]

| \| Clasificación general \| Clasificación general \| Clasificación general \| Clasificación general \| Clasificación general \| \| Ciclista \| Ciclista \| Equipo \| Tiempo \| \| \| --------------------- \| ---------------------- \| --------------------------- \| --------------------- \| --------------------- \| \| 1.º \| Miguel Ángel López \| Astana \| 4 h 13 min 36 s \| \| \| 2.º \| Michael Woods \| Cannondale-Drapac \| + 9 s \| \| \| 3.º \| Rigoberto Urán \| Cannondale-Drapac \| + 14 s \| \| \| 4.º \| Dani Moreno \| Movistar Team \| + 19 s \| \| \| 5.º \| Diego Ulissi \| Lampre-Merida \| + 21 s \| \| \| 6.º \| Fabio Aru \| Astana \| + 23 s \| \| \| 7.º \| Pello Bilbao \| Caja Rural-Seguros RGA \| + 27 s \| \| \| 8.º \| Rodolfo Torres \| Androni Giocattoli-Sidermec \| + 32 s \| \| \| 9.º \| Romain Bardet \| AG2R La Mondiale \| + 36 s \| \| \| 10.º \| Warren Barguil \| Giant-Alpecin \| + 40 s \| \| \| 11.º \| Sergio Pardilla \| Caja Rural-Seguros RGA \| + 40 s \| \| \| 12.º \| Leopold König \| Team Sky \| + 40 s \| \| \| 13.º \| Domenico Pozzovivo \| AG2R La Mondiale \| + 47 s \| \| \| 14.º \| Giovanni Visconti \| Movistar Team \| + 52 s \| \| \| 15.º \| Franco Pellizotti \| Androni Giocattoli-Sidermec \| + 1 min 02 s \| \| \| 16.º \| Alessio Taliani \| Androni Giocattoli-Sidermec \| + 1 min 10 s \| \| \| 17.º \| Daniel Felipe Martínez \| Wilier Triestina-Southeast \| + 1 min 10 s \| \| \| 18.º \| Pierre Latour \| AG2R La Mondiale \| + 1 min 14 s \| \| \| 19.º \| Ben Hermans \| BMC Racing Team \| + 1 min 24 s \| \| \| 20.º \| Damiano Cunego \| Nippo-Vini Fantini \| + 1 min 26 s \| \| |                        |                             |                 |
| |                        |                             |                 |
| Fuentes: ProCyclingStats Cycling Quotient Cycling Archives |                        |                             |                 |
| Clasificación general |                        |                             |                 |
| Ciclista | Ciclista               | Equipo                      | Tiempo          |
| 1.º | Miguel Ángel López     | Astana                      | 4 h 13 min 36 s |
| 2.º | Michael Woods          | Cannondale-Drapac           | + 9 s           |
| 3.º | Rigoberto Urán         | Cannondale-Drapac           | + 14 s          |
| 4.º | Dani Moreno            | Movistar Team               | + 19 s          |
| 5.º | Diego Ulissi           | Lampre-Merida               | + 21 s          |
| 6.º | Fabio Aru              | Astana                      | + 23 s          |
| 7.º | Pello Bilbao           | Caja Rural-Seguros RGA      | + 27 s          |
| 8.º | Rodolfo Torres         | Androni Giocattoli-Sidermec | + 32 s          |
| 9.º | Romain Bardet          | AG2R La Mondiale            | + 36 s          |
| 10.º | Warren Barguil         | Giant-Alpecin               | + 40 s          |
| 11.º | Sergio Pardilla        | Caja Rural-Seguros RGA      | + 40 s          |
| 12.º | Leopold König          | Team Sky                    | + 40 s          |
| 13.º | Domenico Pozzovivo     | AG2R La Mondiale            | + 47 s          |
| 14.º | Giovanni Visconti      | Movistar Team               | + 52 s          |
| 15.º | Franco Pellizotti      | Androni Giocattoli-Sidermec | + 1 min 02 s    |
| 16.º | Alessio Taliani        | Androni Giocattoli-Sidermec | + 1 min 10 s    |
| 17.º | Daniel Felipe Martínez | Wilier Triestina-Southeast  | + 1 min 10 s    |
| 18.º | Pierre Latour          | AG2R La Mondiale            | + 1 min 14 s    |
| 19.º | Ben Hermans            | BMC Racing Team             | + 1 min 24 s    |
| 20.º | Damiano Cunego         | Nippo-Vini Fantini          | + 1 min 26 s    |

## UCI Europe Tour
La Milán-Turín otorga puntos para el UCI Europe Tour 2016, para corredores de equipos en las categorías UCI ProTeam, Profesional Continental y Equipos Continentales. La siguiente tabla corresponde al baremo de puntuación:
| Posición   | 1.º | 2.º | 3.º | 4.º | 5.º | 6.º | 7.º | 8.º | 9.º | 10.º | 11.º | 12.º | 13.º | 14.º | 15.º |
| Puntuación | 100 | 70  | 40  | 30  | 25  | 20  | 15  | 10  | 9   | 8    | 7    | 6    | 5    | 4    | 3    |

| Clasificación | Clasificación      | Clasificación               | Clasificación |
| Posición      | Ciclista           | Equipo                      | Puntos        |
| ------------- | ------------------ | --------------------------- | ------------- |
| 1.º           | Miguel Ángel López | Astana                      | 100           |
| 2.º           | Michael Woods      | Cannondale-Drapac           | 70            |
| 3.º           | Rigoberto Urán     | Cannondale-Drapac           | 40            |
| 4.º           | Dani Moreno        | Movistar                    | 30            |
| 5.º           | Diego Ulissi       | Lampre-Merida               | 25            |
| 6.º           | Fabio Aru          | Astana                      | 20            |
| 7.º           | Pello Bilbao       | Caja Rural-Seguros RGA      | 15            |
| 8.º           | Rodolfo Torres     | Androni Giocattoli-Sidermec | 10            |
| 9.º           | Romain Bardet      | AG2R La Mondiale            | 9             |
| 10.º          | Warren Barguil     | Giant-Alpecin               | 8             |

Además, también otorgó puntos para el UCI World Ranking (clasificación global de todas las carreras internacionales).
| Posición   | 1º  | 2º  | 3º  | 4º  | 5º | 6º | 7º | 8º | 9º | 10º |
| Puntuación | 200 | 150 | 125 | 100 | 85 | 70 | 60 | 50 | 40 | 35  |

| Clasificación | Clasificación      | Clasificación               | Clasificación |
| Posición      | Ciclista           | Equipo                      | Puntos        |
| ------------- | ------------------ | --------------------------- | ------------- |
| 1.º           | Miguel Ángel López | Astana                      | 200           |
| 2.º           | Michael Woods      | Cannondale-Drapac           | 150           |
| 3.º           | Rigoberto Urán     | Cannondale-Drapac           | 125           |
| 4.º           | Dani Moreno        | Movistar                    | 100           |
| 5.º           | Diego Ulissi       | Lampre-Merida               | 85            |
| 6.º           | Fabio Aru          | Astana                      | 70            |
| 7.º           | Pello Bilbao       | Caja Rural-Seguros RGA      | 60            |
| 8.º           | Rodolfo Torres     | Androni Giocattoli-Sidermec | 50            |
| 9.º           | Romain Bardet      | AG2R La Mondiale            | 40            |
| 10.º          | Warren Barguil     | Giant-Alpecin               | 35            |